# 슈퍼레이서 엔지
"슈퍼레이서 엔지"(Super Racer Enzy)는 한국에서 제작된 허선 감독의 2015년 애니메이션 영화이다. 손무성 등이 주연으로 출연하였다.

## 출연

### 주연
- 손무성
- 최대한
- 김재정
- 박송
- 신준호

## 기타
- 라인프로듀서: 정해건
- 라인프로듀서: 이진훈
- 조연출: 최영진
- 시나리오: 박재우
- 시나리오: 래리 레프란시스
- 시나리오: 허선